# Dead Rising 2
Dead Rising 2 je akční adventura z roku 2010, kterou vyvinula společnost Blue Castle Games a vydala společnost Capcom. Hra byla vydána v období od září do října 2010 pro konzole PlayStation 3, Xbox 360 a Microsoft Windows. Jedná se o pokračování hry Dead Rising a druhý díl stejnojmenné série. Hra oproti svému předchůdci obsahuje řadu nových funkcí a vylepšení, včetně možností hry pro více hráčů.

## Příběh
V příběhu hry hráč ovládá Chucka Greenea, bývalého motokrosového jezdce, který se ocitne v centru další zombie epidemie, jež se odehrává v kasinu a nákupním komplexu v Nevadě. Odhaluje pravdu, která za celou epidemií stojí.
Nejenže musí přežít v boji proti zombíkům, kteří se v komplexu potulují, tím, že shání zbraně a zásoby, spolu se záchranou přeživších, které incident zastihl, a jednáním s šílenými psychopaty. Chuck musí také zajistit, aby jeho malá dcera dostávala pravidelnou léčbu lékem, který jí zabrání, aby se sama stala zombie poté, co byla pokousána svou matkou během předchozího vypuknutí epidemie v Las Vegas.

## Hratelnost
Stejně jako v předchozí hře musí hráči splnit hlavní mise, aby se posunuli v příběhu, ale mohou plnit nepovinné úkoly a prozkoumávat komplex, přičemž v závislosti na akcích provedených během hlavní hry jsou k dispozici různé konce.

## Vydání a ohlasy
Hra byla vydána v období od září do října 2010 pro konzole PlayStation 3, Xbox 360 a Microsoft Windows.
Hra obdržela dvě stahovatelná rozšíření, jedno je prologem k hlavnímu příběhu a druhé se odehrává chvíli po dosažení kanonického konce. Následující rok vyšla nekanonická reimaginace s názvem Dead Rising 2: Off the Record. V rámci desátého výročí hry Dead Rising byla v září 2016 vydána portovaná verze hry i její reimaginace pro PlayStation 4 a Xbox One.